# Чийгоз Рустем Зейтуллайович
Чийго́з Рустем Зейтулла́йович (крим. Çiygoz Rustem, нар. 6 січня 1963, СРСР — пом. 2 січня 2010, Бахчисарай, Україна) — український кримськотатарський політик, заступник міністра економіки Криму, заступник голови Бахчисарайської районної державної адміністрації. Брат кримськотатарського політика Ахтема Чийгоза.

## Життєпис
Шлях до повернення на Батьківщину Рустем Чийгоз почав ще у студентські роки. У 1987 році він брав участь у акціях кримських татар в Москві, фактично поховавши успішну кар'єру керівника-початківця успішного будівельного концерну. У 1989 році Чийгоз переїхав в Крим, ставши учасником одного з перших самозахоплень — селище Тінисте, після чого взяв на себе частину обов'язків з встановлення органів національного самоуправління. В 1992 році він очолив один з перших місцевих Меджлісів.
У 1994 році за рекомендацією Мустафи Джемілєва Рустем Чийгоз став заступником голови Бахчисарайської районної державної адміністрації. Він був одним із перших представників кримськотатарського народу, призначених на державну службу після повернення з депортації. Чийгоз стояв біля витоків програми з благоустрою побуту депортованих громадян у Бахчисарайському районі, крім того він зробив значний внесок у розвиток освіти свого народу — з його подачі у Бахчисарайському районі було відкрито декілька шкіл та груп дошкільного виховання.
У 1996–1998 роках Чийгоз був очільником робочої групи з підготовки заходів святкування 150-річчя Ісмаїла Гаспринського. З 2001 року і до моменту смерті був делегатом Курултаю IV та V скликань. У 2002 році був призначений заступником міністра економіки Криму. Навчався на заочній формі у Одеському регіональному інституті державного управління. В 2006 році був призначений заступником голови регіональної комісії з питань вилучення та реалізації вантажів, що знаходяться поверх встановлених строків в морських торгових портах та припортових залізничних станціях.
Помер Рустем Чийгоз 2 січня (за деякими даними 3 січня) 2010 року від обширного інфаркту. Похований на Батьківщині свого батька в Долинному.